# Paróquia São Sebastião (Encanto)
A Paróquia São Sebastião é uma circunscrição eclesiástica da Igreja Católica no Brasil, sediada no município do Encanto, no interior do estado do Rio Grande do Norte. Faz parte da diocese de Mossoró e situa-se na Forania de Pau dos Ferros. 

## História
No século XIX, o povoado de Encanto, na época distrito de "Joaquim Correia", município de Pau dos Ferros, foi atingido pela "Grande Seca de 1877-1878", a mais grave registrada no Brasil, e por uma epidemia de cólera. Com isso, os moradores do povoado decidiram construir uma capela dedicada a São Sebastião, protetor da fome, das guerras e das doenças. O terreno para a sua construção foi doado por José Miguel da Silva, João Antonio da Silva e algumas famílias que ali residiam. Como a capela construída era pequena, a partir de 1905 deu-se início à construção de uma capela maior, ao lado menor, pelo senhor Joaquim Jerônimo da Silva, sob licença do padre Tertuliano Fernandes, vigário da paróquia de Pau dos Ferros. Em 1921, foi erguida uma das torres da capela e, sob responsabilidade de José Apolônio da Costa, foram construídos o altar e as arcadas maiores em 1938 e a sacristia em 1949.
Em 10 de julho de 2005, menos de um ano após assumir a diocese, o bispo Dom Mariano Manzana criou a Área Pastoral de São Sebastião, nomeando o recém-ordenado padre Erivon Maia de Oliveira como vigário da área, ficando até 2008, quando foi empossado o padre Francisco das Chagas Costa. Em 20 de janeiro de 2009, no encerramento dos festejos de São Sebastião, a área pastoral tornou-se a 26ª paróquia da diocese, continuando como vigário o padre Chagas. Dois anos depois, foram iniciadas as obras de ampliação e reforma da Igreja Matriz. Com a transferência de padre Chagas para a paróquia Nossa Senhora das Dores de Itaú em 2013, assume o padre José Mário de Medeiros. Em 2018 assume intineramente a paróquia, o Padre Possidio Lopes dos Santos Neto (Pároco da Paróquia de Pau dos Ferros/RN) até 2019 quando assume o neo-sacerdote, padre Antoniel Alves (até então ecônomo paroquial), à frente da paróquia até o ano de 2025, quando assumiu os ofícios de vigário-geral da Diocese de Mossoró e pároco da Paróquia de Santa Luzia de Mossoró.
O atual pároco é o padre Rafael Andrade da Silva, que assumiu a função em celebração eucarística solene, presidida pelo bispo diocesano Dom Francisco de Sales Alencar Batista, O. Carm. no dia 30 de janeiro de 2025.
Párocos e Administradores Paroquiais
- Pe. Francisco das Chagas Costa (2009-2013);
- Pe. José Mário de Medeiros (2013-2018);
- Pe. Possidio Lopes dos Santos Neto (2018-2019);
- Pe. Antoniel Alves da Silva (2019-2025)
- Pe. Rafael Andrade da Silva (2025-atual)

## Comunidades

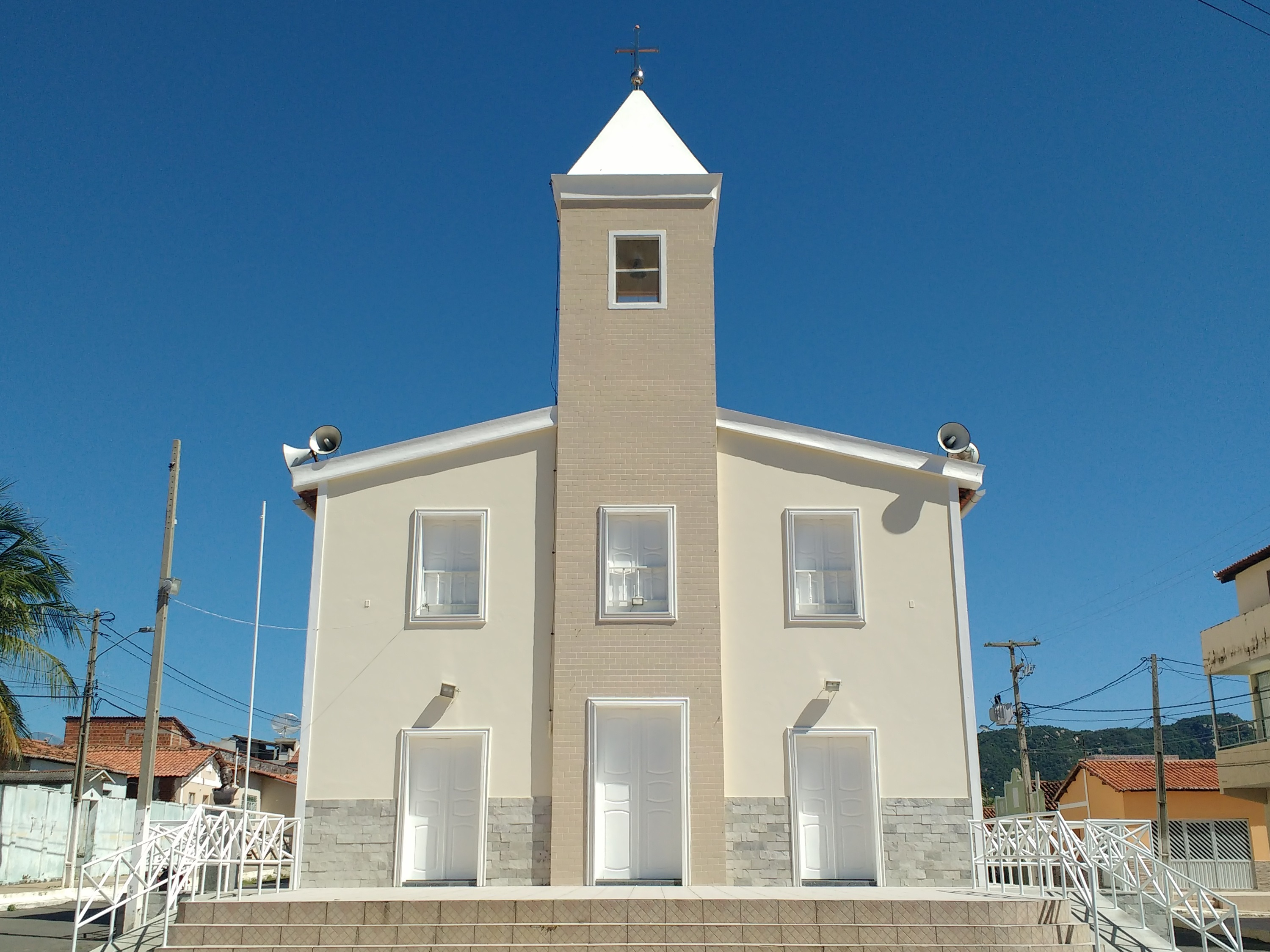
Capela de Santa Luzia, padroeira de Doutor Severiano.

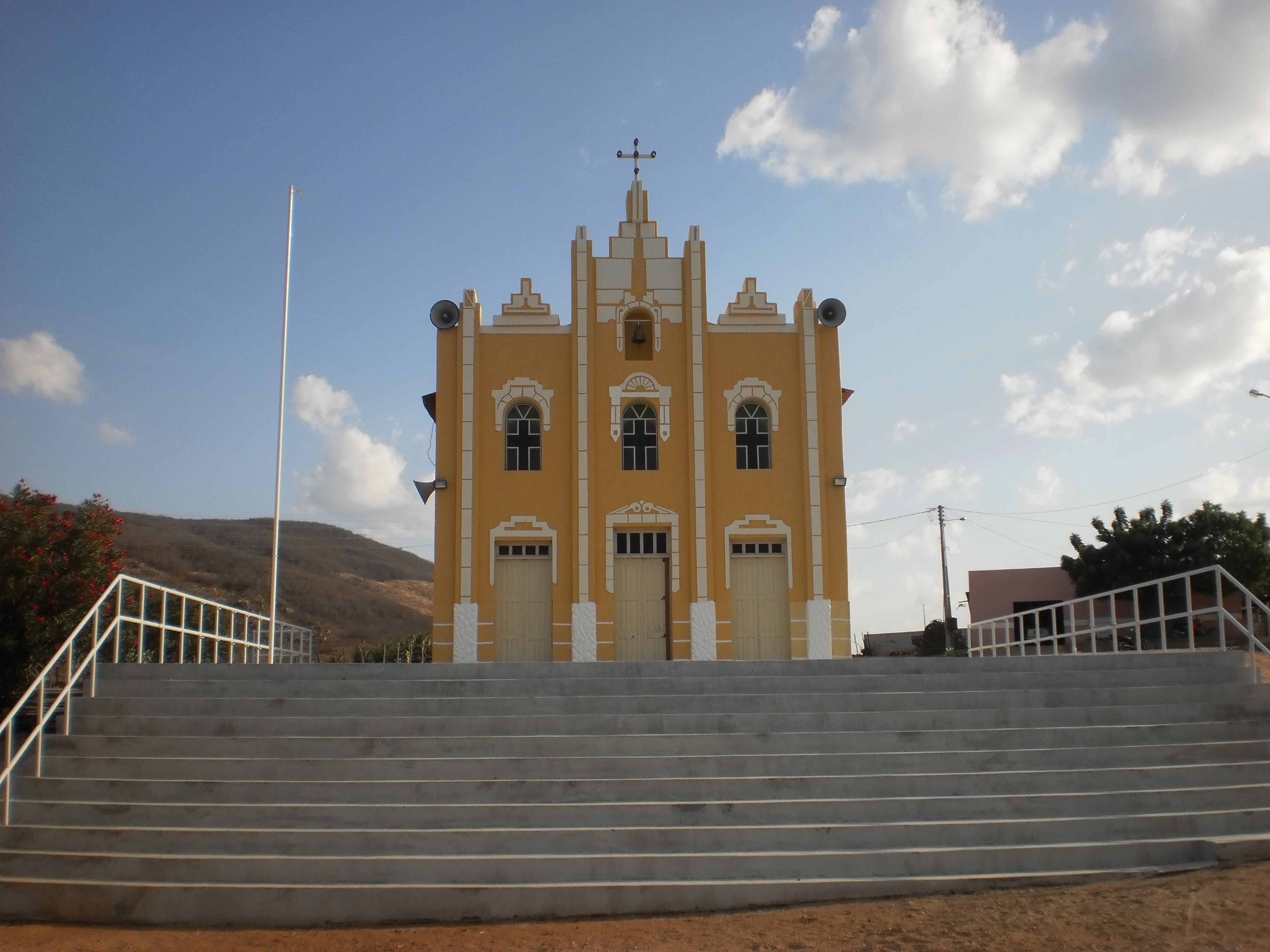
Capela de São Miguel Arcanjo, no Sítio Merejo, em Doutor Severiano.

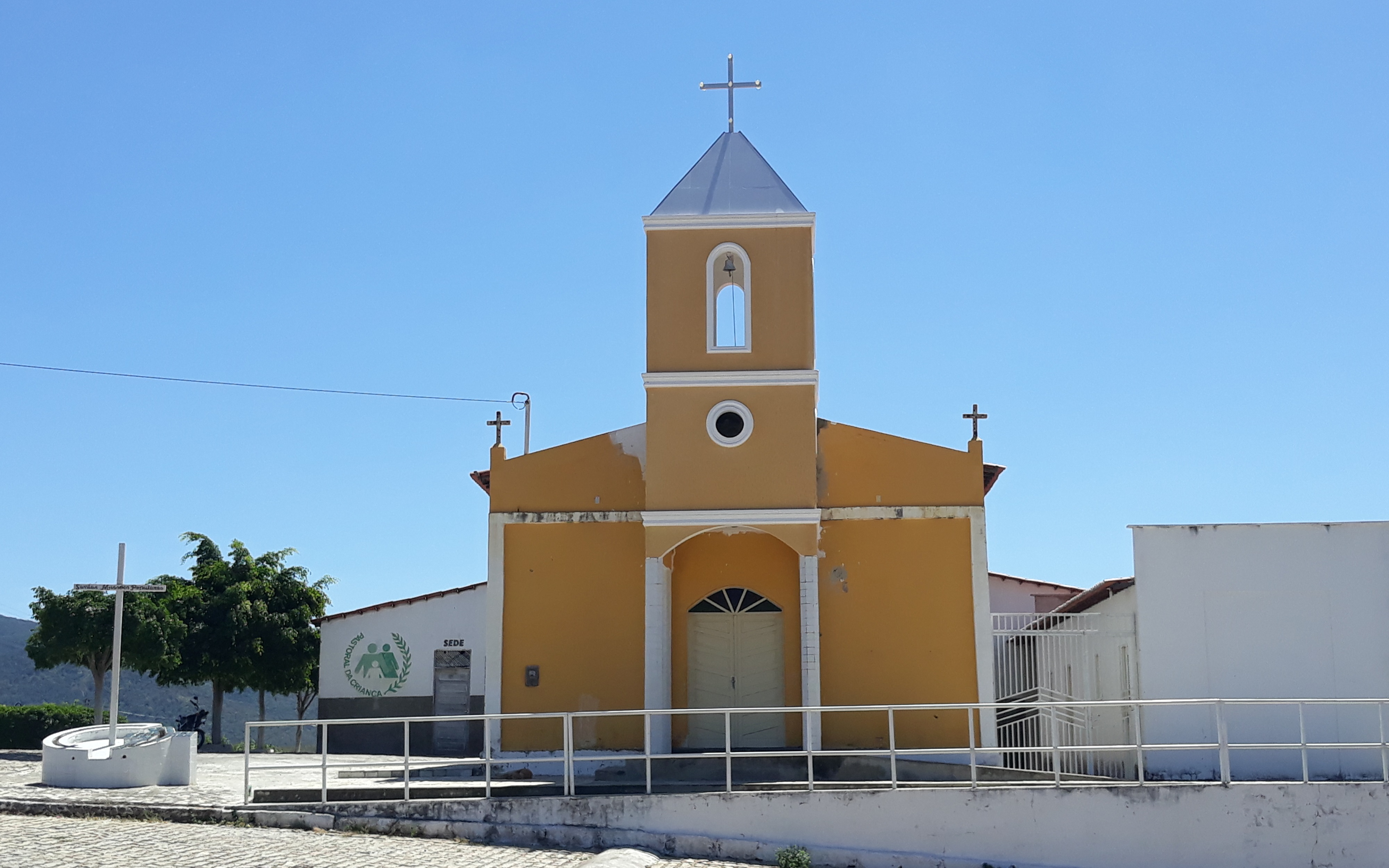
Capela São Vicente, Encanto.

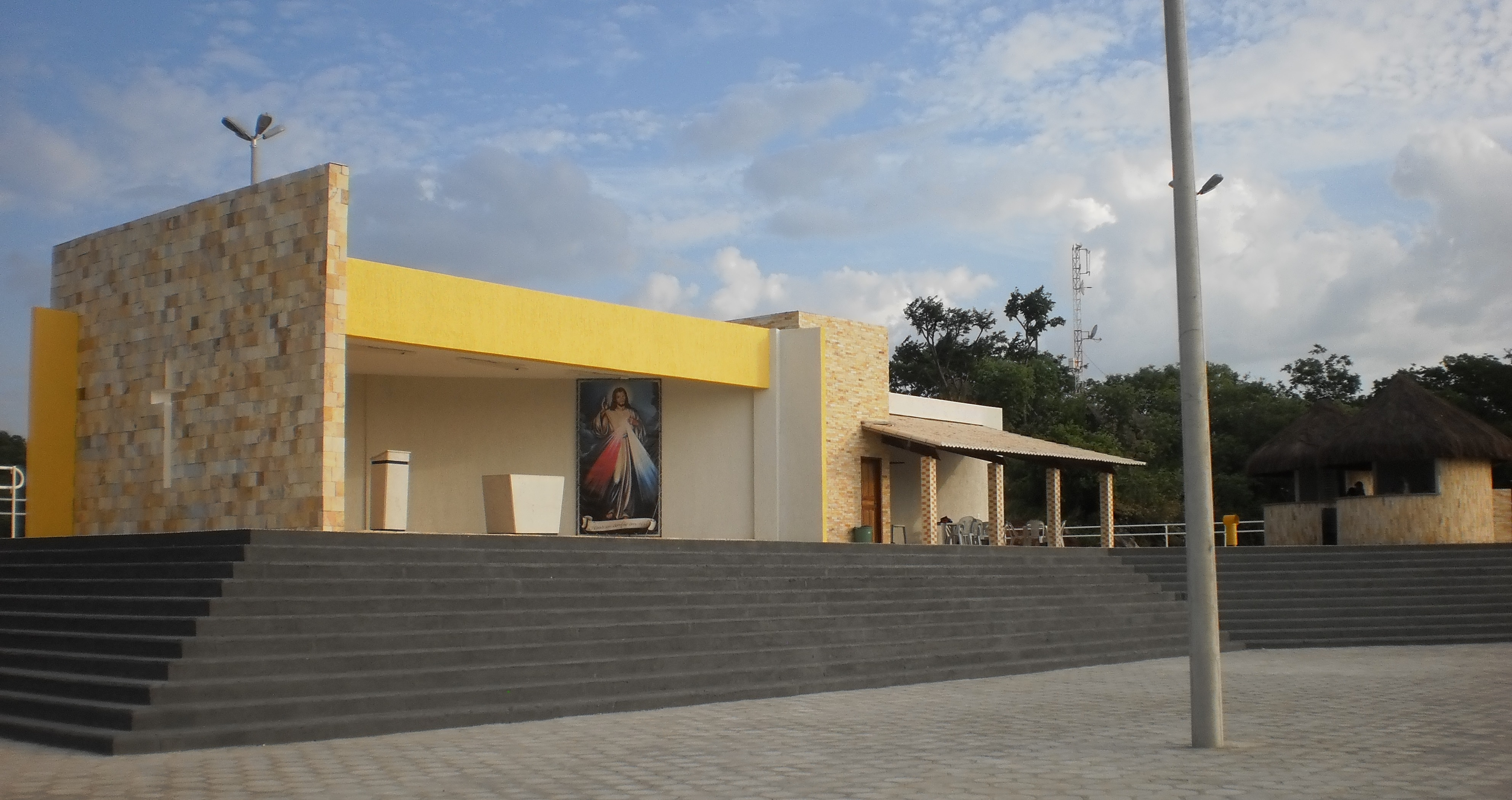
Santuário de São João Batista, no topo do serrote homônimo, Encanto.

A paróquia São Sebastião abrange geograficamente os municípios de Encanto e Doutor Severiano, que antes pertenciam às paróquias de Pau dos Ferros (Nossa Senhora da Conceição) e São Miguel (São Miguel Arcanjo), dividindo-se em 22 comunidades, quinze em áreas rurais e sete na zona urbana.

### Doutor Severiano
Zona urbana
- Mãe Rainha;
- Santa Luzia (Padroeira Municipal).

Zona rural
- Nossa Senhora Aparecida;
- Sagrada Família;
- Sagrado Coração de Jesus;
- São Sebastião;
- São Francisco de Assis;
- São Miguel Arcanjo.
- São José

### Encanto
Zona urbana
- São Francisco de Assis;
- São Sebastião (Igreja Matriz);
- São João Batista (Santuário);
- São José Operário;
- São Vicente de Paulo.

Zona rural
- Nossa Senhora de Fátima;
- Nossa Senhora das Graças;
- Nossa Senhora dos Impossíveis;
- Santo Antônio de Pádua;
- Santa Clara de Assis;
- São Francisco de Assis;
- São João Batista;
- São Pedro;
- São José.